# Droga krajowa B411 (Niemcy)
Droga krajowa 411 (niem. Bundesstraße 411) – niemiecka droga krajowa stanowiąca połączenie drogi B49 koło Dieblich z autostradą A61 w Nadrenii-Palatynacie.
Wcześniej jako B411 oznakowana była droga między Losheimergraben i Prüm, obecnie część B265.